# Youri Keulen
Youri Keulen (* 16. Mai 1998 in Maastricht) ist ein niederländischer Duathlet und Triathlet. 

## Werdegang
Youri Keulen wurde in Maastricht geboren und ist seit 2014 im Triathlon aktiv.
Im Mai 2022 beendete er das Männerrennen des Ironman 70.3 Mallorca als Erster, wurde jedoch nachträglich disqualifiziert, da er eine Zeitstrafe nicht abgeleistet hatte.
Im Juni gewann der Niederländer den Ironman 70.3 Switzerland.
Im Juni 2023 wurde Youri Keulen Niederländischer Meister auf der Triathlon-Kurzdistanz.
Im Oktober konnte der 25-Jährige die Challenge Barcelona für sich entscheiden. 
Im April 2024 gewann er auf der Mitteldistanz den T100 Singapur (2 km Schwimmen, 80 km Radfahren und 18 km Laufen).
Youri Keulen wird trainiert vom ukrainischen Trainer Kosta Poltawetz.

## Sportliche Erfolge
| Datum/Jahr    | Platz | Wettbewerb                           | Austragungsort      | Zeit     | Bemerkung                                          |
| ------------- | ----- | ------------------------------------ | ------------------- | -------- | -------------------------------------------------- |
| 6. Apr. 2025  | 4     | T100 Singapur                        | Singapur            | 03:22:05 |                                                    |
| 19. Okt. 2024 | DNF   | T100 Las Vegas                       | Las Vegas           | –        |                                                    |
| 28. Sep. 2024 | 9     | T100 Ibiza                           | Ibiza               | 03:20:43 | hinter dem BelgierMarten Van Riel                  |
| 27. Juli 2024 | 9     | T100 London                          | London              |          | 03:20:43                                           |
| 29. Juni 2024 | 2     | Ironman 70.3 Les Sables d’Olonne     | Les Sables-d’Olonne | 03:40:24 |                                                    |
| 2. Juni 2024  | 14    | Ironman 70.3 Switzerland             | Rapperswil-Jona     | 03:40:05 |                                                    |
| 14. Apr. 2024 | 1     | T100 Singapore                       | Singapur            | 03:21:01 | 2 km Schwimmen, 80 km Radfahren und 18 km Laufen   |
| 9. März 2024  | 4     | T100 Miami                           | Miami               |          |                                                    |
| 8. Okt. 2023  | 1     | Challenge Barcelona                  | Barcelona           | 02:29:15 | 1500 m Schwimmen, 60 km Radfahren und 15 km Laufen |
| 24. Juni 2023 | 1     | NED Triathlon National Championships | Rotterdam           | 01:53:47 |                                                    |
| 19. Juni 2022 | 1     | Ironman 70.3 Switzerland             | Rapperswil-Jona     |          |                                                    |
| 7. Mai 2022   | DSQ   | Ironman 70.3 Mallorca                | Alcúdia             | –        | [ 5 ]                                              |
| 24. Aug. 2019 | 2     | NED Triathlon National Championships | Veenendaal          | 01:46:56 | hinter Menno Koolhaas                              |

| Datum/Jahr    | Rang | Wettbewerb                                      | Austragungsort | Zeit     | Bemerkung |
| ------------- | ---- | ----------------------------------------------- | -------------- | -------- | --------- |
| 25. Okt. 2014 | 2    | NED Triathlon National Championships Junior Men | Niederlande    | 01:02:16 |           |

DNF – Did Not Finish